# オーウェン・ファレル
オーウェン・ファレル（Owen Farrell、1991年9月24日 - ）は、トップ14ラシン92に所属するラグビーユニオン選手。

## プロフィール
- イングランド・ビリンジ出身。
- ポジションはスタンドオフ(SO)、センター(CTB)。
- 身長 188cm、体重 96kg
- 父のアンディはラグビー指導者[1](現・アイルランド代表ヘッドコーチ)。
- U20イングランド代表に選ばれたことがある[2]。
- イングランド代表キャップは106（2023年8月現在）でラグビーワールドカップ2015・ラグビーワールドカップ2019・ラグビーワールドカップ2023のイングランド代表に選ばれた[3][4]。
- ラグビーワールドカップ2019ではイングランド代表の主将を務めた。
- ブリティッシュ・アンド・アイリッシュ・ライオンズに選ばれたことがある[5]。

## 略歴
2008年、サラセンズに加入。 
2024年、ラシン92に加入。 